# برع (ملحان)

تعديل مصدري - تعديل

برع هي إحدى قرى عزلة العصافرة بمديرية ملحان التابعة لمحافظة المحويت، بلغ تعداد سكانها 1613 نسمة حسب تعداد اليمن لعام 2004.